# Louis Charpenet
Louis Charpenet OMI (* 18. April 1927 in Varetz, Département Corrèze; † 5. Dezember 1977) war ein französischer römisch-katholischer Ordensgeistlicher und Bischof von Yagoua.

## Leben
Louis Charpenet trat der Ordensgemeinschaft der Oblaten der Unbefleckten Jungfrau Maria bei und empfing am 29. September 1951 das Sakrament der Priesterweihe. Papst Paul VI. bestellte ihn am 11. März 1968 zum ersten Apostolischen Präfekten von Yagoua.
Am 29. Januar 1973 wurde Louis Charpenet infolge der Erhebung der Apostolischen Präfektur Yagoua zum Bistum erster Bischof von Yagoua. Der Bischof von Garoua, Yves-Joseph-Marie Plumey OMI, spendete ihm und Jacques de Bernon OMI am 1. Juli desselben Jahres vor der Kathedrale Sainte-Thérèse in Garoua die Bischofsweihe; Mitkonsekratoren waren der Bischof von Bamenda, Paul Verdzekov, und der Bischof von Sangmélima, Pierre-Célestin Nkou.